# Alfons Schilling

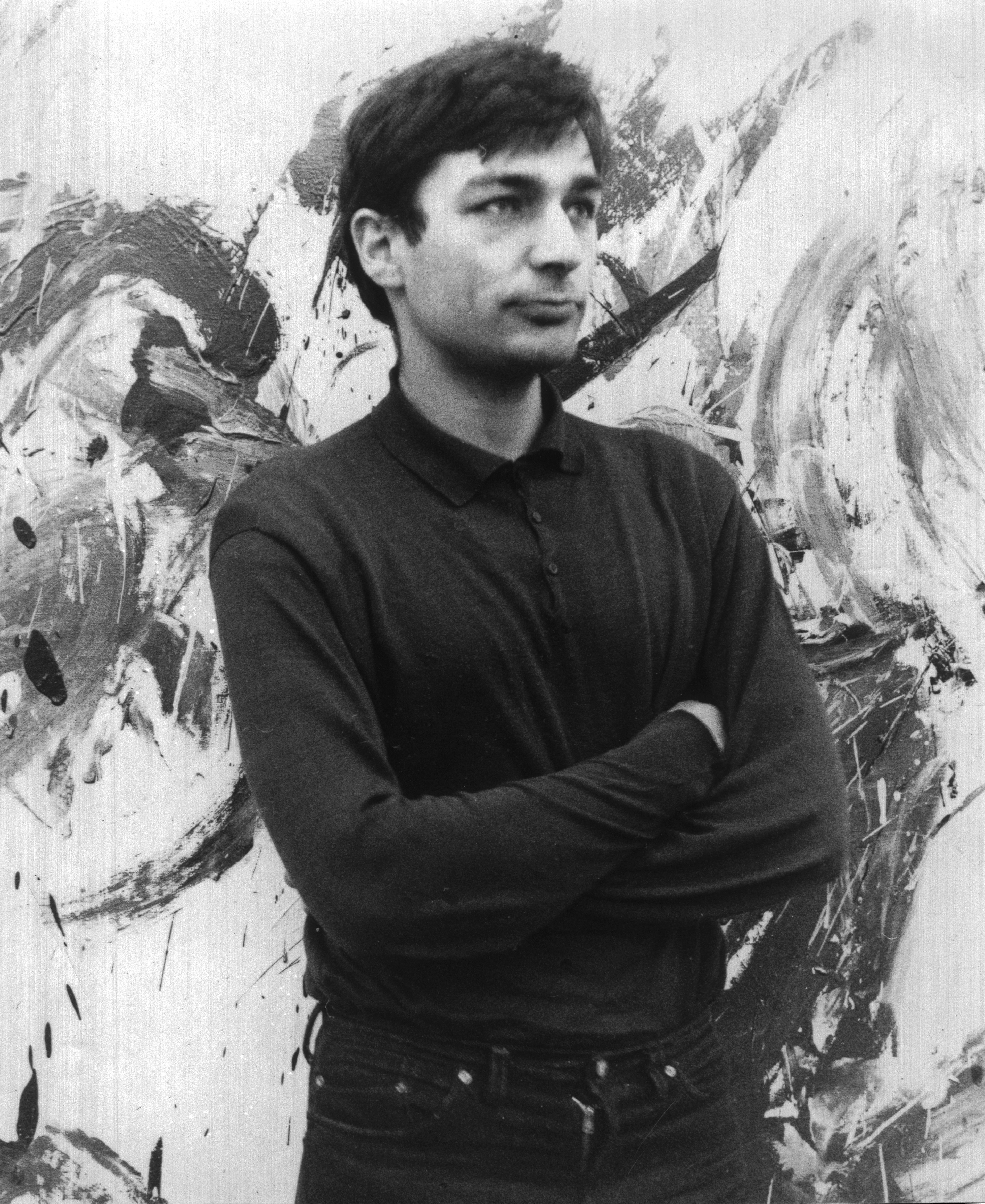
Alfons Schilling de Joven

Alfons Schilling (20 de mayo de 1934 - 19 de junio de 2013) fue un pintor suizo.

## Vida
Uno de los primeros artistas que se interesan en el spin art. El action painting también tuvo una gran influencia en su obra y ha añadido a su originalidad. Alfons Schilling es al parecer un seguidor aprendido del accionismo vienés. Murió en junio de 2013.